# Sierra de Albarracín
La sierra de Albarracín es un conjunto montañoso de la parte sur-occidental de la cordillera Ibérica, ubicado entre las comunidades autónomas españolas de Aragón, Castilla-La Mancha y Comunidad Valenciana. Se extiende a lo largo de 60 km, en disposición noroeste-sureste, con una cota máxima de 1936 m sobre el nivel del mar en el cerro o pico de Caimodorro. En esta sierra nacen varios ríos de relevancia en la península ibérica, como el Tajo, el Júcar, el Jiloca, el Turia y el Cabriel.

## Geología
Los montes de Albarracín son generalmente de rocas calcáreas y en sus masas se muestran multitud de petrificaciones fósiles, habiendo dado lugar a que en el sitio que más abundan recibiera el nombre de Las Calaveras, por haberlas confundido con restos humanos.

## Relieve

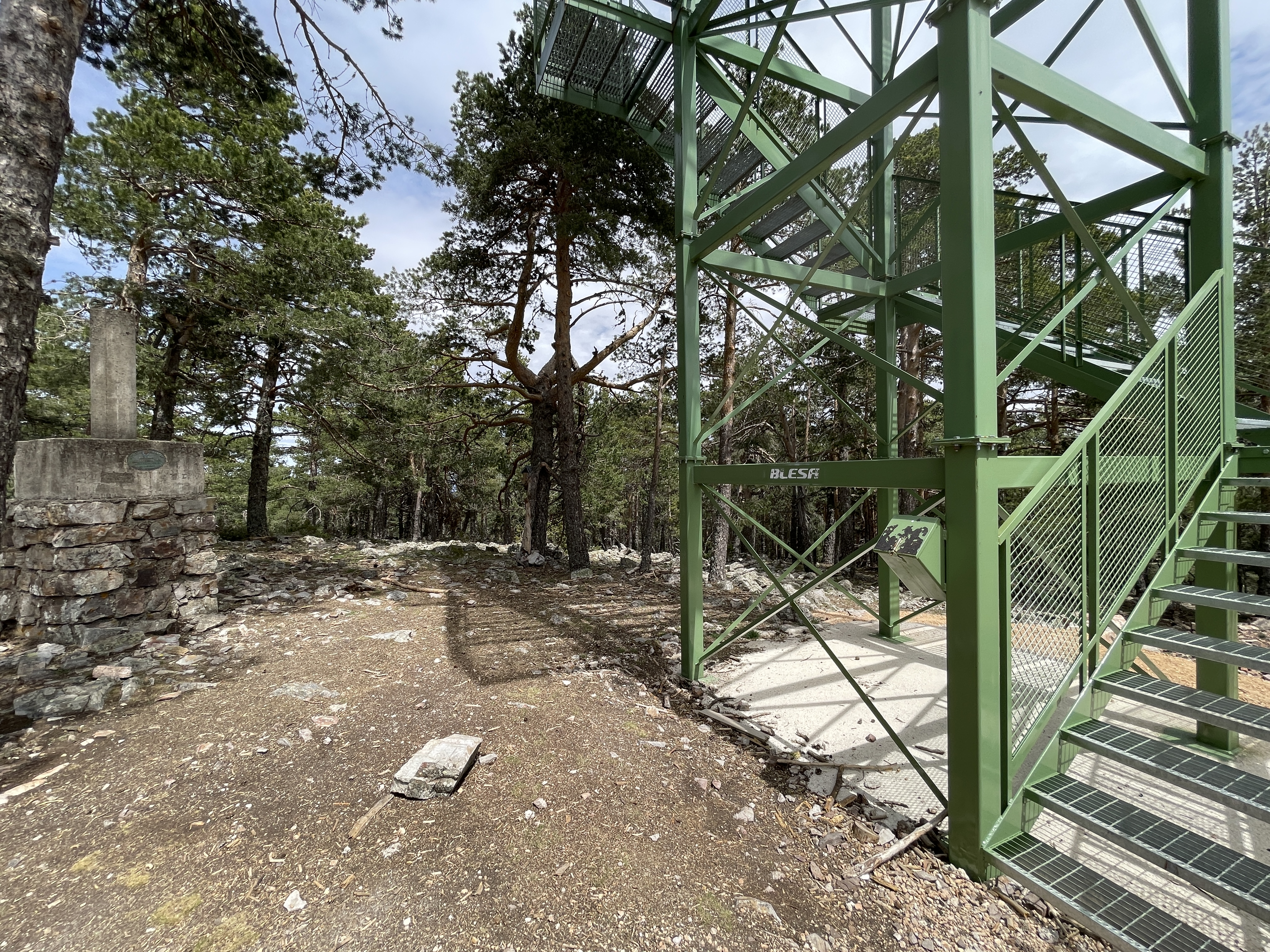
Vértice Goedésico y mirador del Pico Caimodorro. Pico más alto de la Sierra de Albarracín. 1936 Orihuela del Tremedal

Al este principia la sierra de Gúdar en Cabeza de Muela de Ares, desprendiéndose de este punto otra serie de cerros que, prolongándose hacia el norte en forma piramidal, presentan su mayor elevación en la sierra de Muela (1610 m s. n. m.) en el término de Ojos Negros. Por el oeste de Albarracín y cerro de Muela se desprende otra cordillera que, después de unos 40 km de extensión, forma el collado La Plata, cuya cordillera se ve cortada por el río Guadalaviar, elevándose nuevamente bajo el nombre de sierra de Javalambre, que se une con la denominada sierra de Espadán. Al suroeste, entre los ríos Cabriel y Guadalaviar, comienza otra sierra muy escabrosa que se extiende a la Comunidad Valenciana, con el nombre de sierra de Cabrillas.

## Red hidrográfica

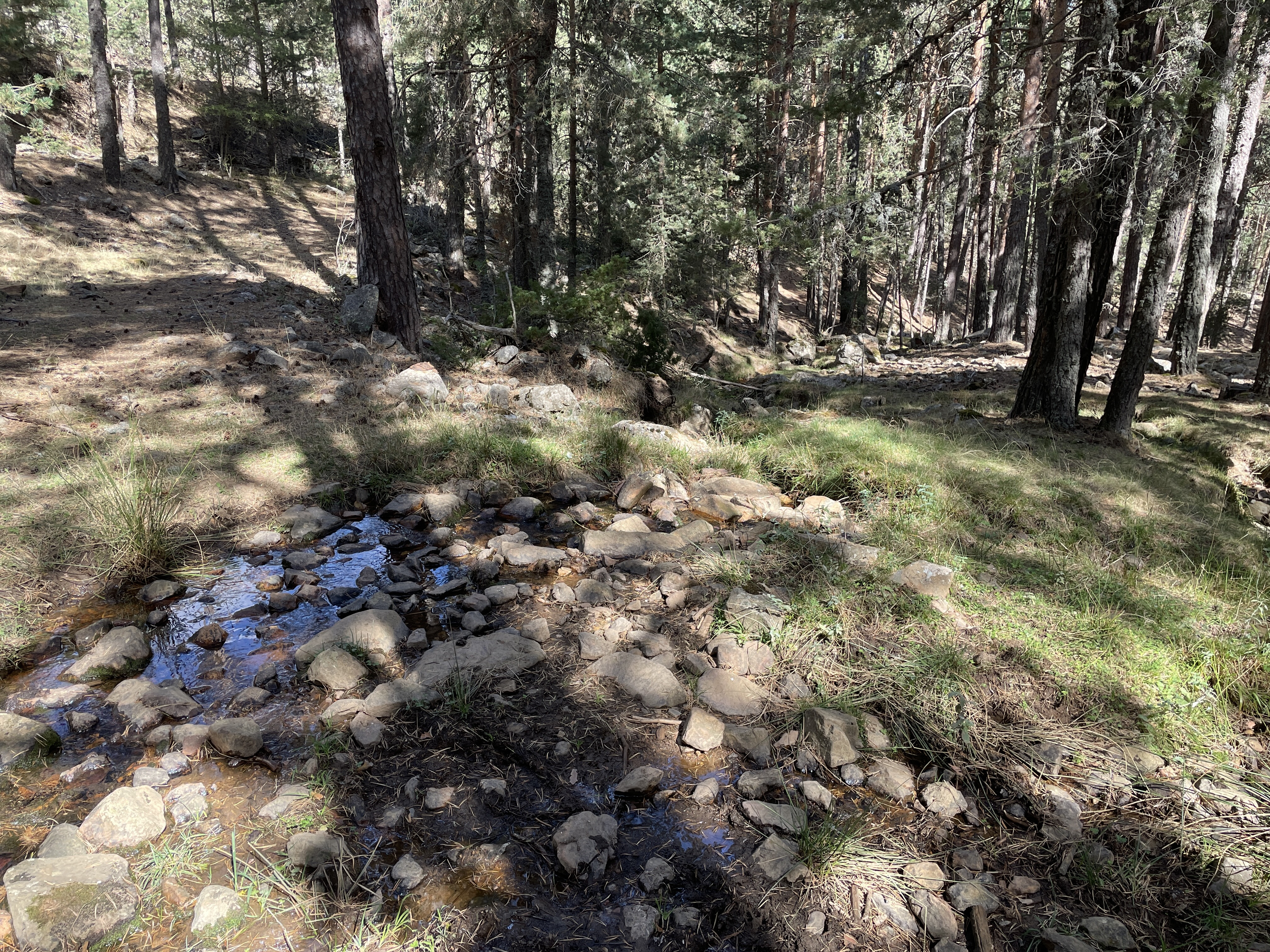
Nacimiento del río Gallo, en la Sierra de Albarracín, a los pies del Pico Caimodorro. Orihuela del Tremedal (Teruel).

La sierra de Albarracín es uno de los puntos de la península ibérica con mayor número de manantiales. En lo más elevado de la sierra, cerca de Frías de Albarracín, tiene su nacimiento el río Tajo, en un manantial de escasas aguas. Desde allí se dirige al oeste, cruzando la Vega del Tajo y recibiendo a varios afluentes, hasta entrar en Castilla-La Mancha delimitando las provincias de Cuenca y Guadalajara.
A unos 3,5 km de distancia del nacimiento del Tajo, al este y en la caída del collado, en el Barranco del Agua, nace el río Cabriel, que en dirección opuesta al Tajo se introduce en la provincia de Cuenca. En el término de Tragacete tiene su nacimiento en otra fuente el río Júcar. En la falda sur del cerro llamado Muela de San Juan nace el río Guadalaviar, que atraviesa Guadalaviar, Villar del Cobo, Tramacastilla, Torres de Albarracín, Albarracín y Gea de Albarracín, llegando a la comarca de Teruel, tras haber cruzado las grandes sierras de oeste a este.

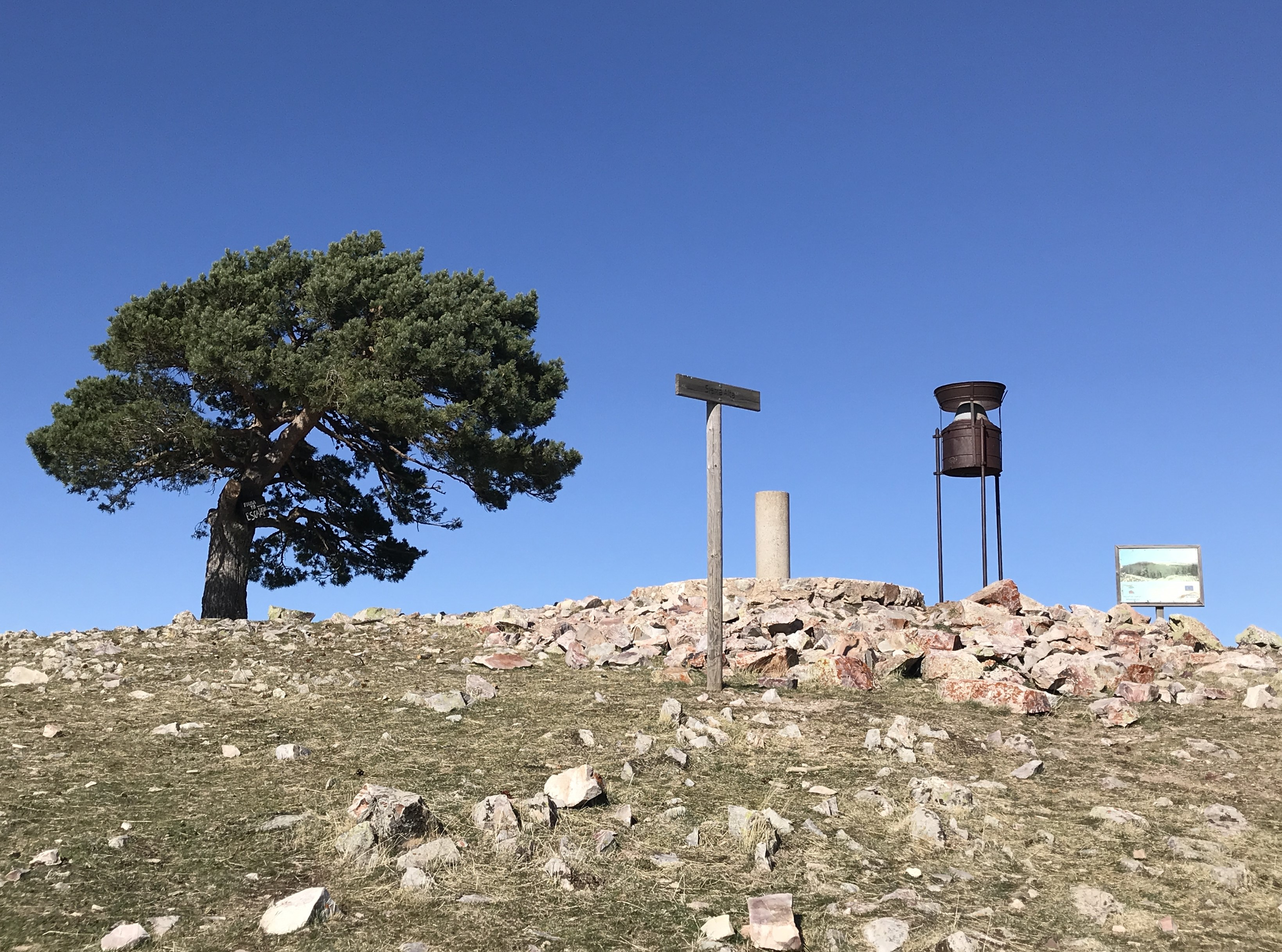
Vértice Geodésico del Pico de Sierra Alta. Noguera de Albarracín

En el término de Tormón nace el río Ebrón y en Cella hay un pozo artesiano de piedra, conocido como la Fuente de Cella, construido en 1729 del que nace el río Jiloca. Las aguas de la Fuente de Cella provienen íntegramente de la Sierra de Albarracín. En Orihuela del Tremedal, cerca del santuario de la Virgen del Tremedal y a los pies del Caimodorro, entre la sierra de Molina y la de Albarracín nace el río Gallo, que se adentra posteriormente en la provincia de Guadalajara, para desembocar finalmente en el río Tajo cerca del lugar conocido como Puente de San Pedro, en la localidad de Zaorejas,en la provincia de Guadalajara

## Clima
El clima predominante en la sierra de Albarracín es moderadamente frío, cuenta con inviernos muy fríos que en ocasiones pueden bajar las temperaturas hasta los -15 °C, donde se dan nevadas abundantes y veranos suaves pudiendo superar brevemente los 32 °C, con temperaturas medias que oscilan entre los 17-20 °C, estos suelen ser algo tormentonsos.